# Колесников, Пётр Фёдорович
Пётр Фёдорович Колесников (1930 —?) — советский работник строительной отрасли, электросварщик, Герой Социалистического Труда.

## Биография
Родился  13 июля 1930 года в поселке Батайск, ныне город Ростовской области.
Шел 1944 год , 14 летним мальчишкой месте со старшим братом Павлом на Батайском  авиационном заводе  собирал  моторы  для самолётов и танков......Рано остался, без родителей.                              После окончания школы служил в Советской армии в Группе советских войск в Германии.  Настоящая трудовая деятельность началась с 16 лет. После войны поступил работать  в строительно-монтажное    управление номер 12. Сначала резал металл, оставшийся на полях  танки..., работал мотористом, газорезчиком, затем сварщиком, машинистом -трубоукладчиком. 
Первый опыт получил на газопроводе Ставрополь—Москва. Строил трубопроводы Краснодар—Серпухов—Москва, Шебелинка—Киев, Тихорецк—Туапсе и Тихорецк—Новороссийск, Аксай—Жданов (ныне Мариуполь), от Астары до Карадага.     Имел свой оттиск  с  цифрой 93.   Газовые трубы    пролегали в горячих пустынях Казахстана, в лесах Сибири , в горах Кавказа с его именным клеймом.               Завершил свою трудовую биографию на трассе Лисичанск—Тихорецк. Всего на его счету несколько тысяч километров сваренных трубопроводов. Занимался также общественной деятельностью — был делегатом XVII съезда профсоюзов СССР. Член КПСС с марта 1964 года.
После выхода на пенсию Пётр Фёдорович более 10 лет работал бригадиром слесарей котельного оборудования СМУ-12 треста «Южгазпроводстрой». В настоящее время живёт в городе Аксай Ростовской области. Приглашается на различные торжественные мероприятия, посвященные героям труда.

## Награды
- Указом Президиума Верховного Совета СССР от 5 марта 1976 года за выдающиеся успехи в выполнении заданий девятой пятилетки Колесникову Петру Фёдоровичу присвоено звание Героя Социалистического Труда с вручением ордена Ленина и золотой медали «Серп и Молот».
- Также награждён орденом Трудового Красного Знамени (1966) и многими медалями.
- В 2014 году, в честь 90-летнего юбилея Аксайского района, Колесников был награждён нагрудным знаком «Аксайский район», который вручается труженикам района и города за многолетний, добросовестный труд на благо развития и процветания Аксайского района.[2]